# Cendrer

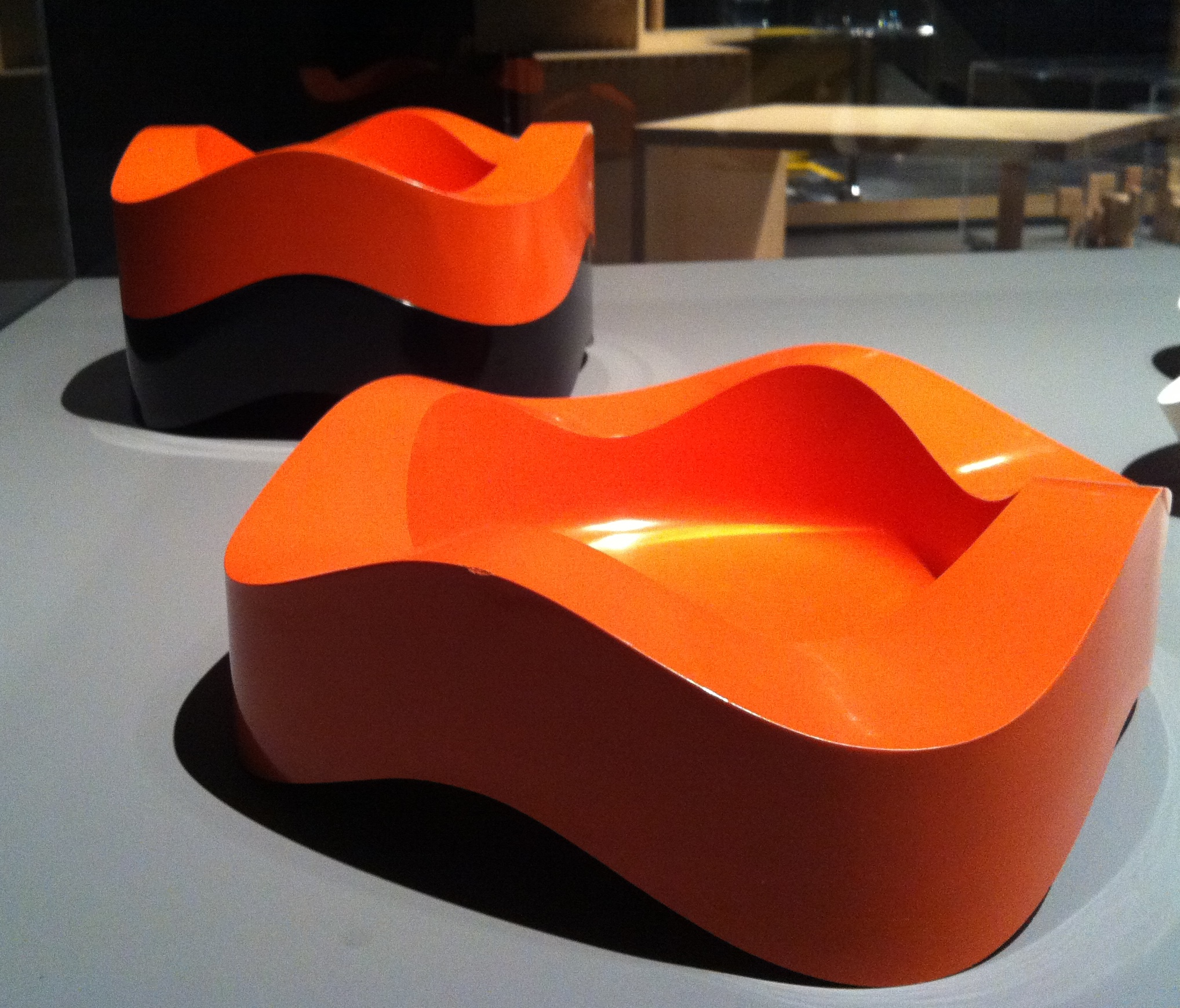
Cendrer apilable dissenyat per Walter Zeischegg el 1967, exposat al DHUB.

Un cendrer és un recipient destinat a recollir la cendra de les cigarretes així com a extingir i recollir els filtres de tabac. El cendrer ha estat durant dècades un objecte habitual en els habitatges, els centres de treball i els llocs d'oci.
Podem distingir dos tipus de cendrers:
- Els de sobretaula.
- Els destinats a zones comunes com recepcions, sales d'espera o llocs a l'aire lliure.